# Cazères-sur-l'Adour
 Cazères-sur-l'Adour  (en occitano Casèras) es una población y comuna francesa, situada en la región de Aquitania, departamento de Landas, en el distrito de Mont-de-Marsan y cantón de Grenade-sur-l'Adour.

## Demografía
| 676 | 766 | 777 | 815 | 873 | 862 |
| Para los censos de 1962 a 1999 la población legal corresponde a la población sin duplicidades (Fuente: INSEE [Consultar]) |     |     |     |     |     |